# Psautier de Louis le Germanique
Le Psautier dit de Louis le Germanique est un psautier enluminé entre 850 et 875 à l'abbaye Saint-Bertin dans le nord de la France. Il pourrait avoir été exécuté pour le roi Louis le Germanique dans le style de l'enluminure carolingienne. Après avoir été conservé un temps à l'abbaye de Fulda, il se trouve désormais à la Bibliothèque d'État de Berlin (Theol. lat. fol. 58). 

## Historique
Le manuscrit est dédié à un roi dénommé Louis. Le manuscrit étant daté, par son écriture et ses décorations, du second tiers voire du troisième quart du IXe siècle, il s'agit peut-être de Louis le Germanique, petit-fils de Charlemagne et roi de Francie orientale de 843 à 876, même si cette identification demeure incertaine. Par comparaison avec d'autres manuscrits conservés dans d'autres bibliothèques, son style le rapproche de celui du scriptorium de l'abbaye Saint-Bertin, monastère carolingien proche de Saint-Omer (Pas-de-Calais).
Au folio 120, se trouve une scène de crucifixion dans laquelle selon la tradition de l'Église d'Occident on peut voir un Christ triomphant yeux ouverts. Au pied de La Croix est représenté un personnage s'agenouillant et qui la saisit. Ce personnage aurait été ajouté a posteriori, à la fin du IXe siècle. À cette période, le manuscrit se trouve sans doute à l'abbaye de Lorsch et le personnage a peut-être été identifié, à l'aide d'une inscription biffée, à Arnulf de Carinthie, petit-fils de Louis le Germanique et élu roi de Germanie en 887. 
Par la suite, le manuscrit est en possession d'un pasteur de Rellinghausen à Essen vers 1536. Au début du XVIIIe siècle, le manuscrit appartient à la bibliothèque du roi de Prusse.

## Description

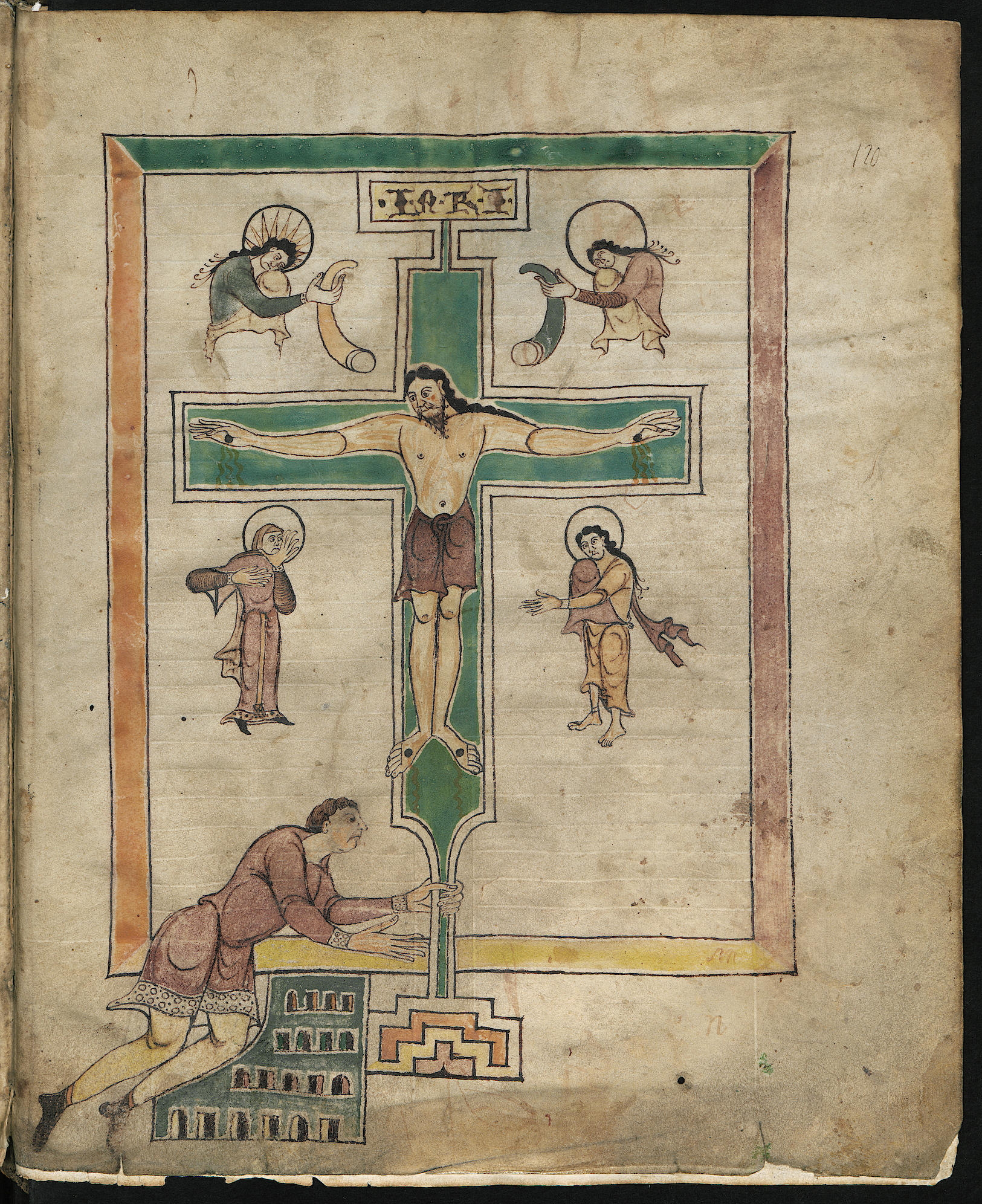
Miniature de la crucifixion avec Arnulf de Carinthie au pied de la croix (f.120r).

Le manuscrit contient les psaumes (f.2-105), puis des cantiques, hymnes et autres prières (f.105-118), les litanies incomplètes (f.118), puis une prière à la Sainte Croix (f.119) s'achevant par une miniature en pleine page représentant la crucifixion (f.120r). Sur le verso du premier feuillet, un extrait de la Consolation de la philosophie de Boèce a été ajouté. L'incipit du livre des Psaumes commence en lettres capitales dorées sur fond vert sur une pleine page. L'incipit du psaume 1 en vis-à-vis est inscrit sur une autre pleine page. Le manuscrit est décoré par ailleurs de 162 lettrines ornées d'entrelacs au début de chaque psaume, chacune des pages (du f.2 à 117) étant décorées de cadres ornés.
Cette décoration abstraite et foisonnante, où dominent le bistre, le vert et le rouge avec l'or, est typique du style franc-saxon qui a cours dans les scriptorium du nord de la Gaule à cette période, mélangeant l'influence insulaire à l'enluminure carolingienne.